# Tour de Romandie 2014
La 68e édition du Tour de Romandie a lieu du 29 avril au 4 mai 2014. Il s'agit de la 14e épreuve de l'UCI World Tour 2014.
La course est remportée par le Britannique Christopher Froome (Sky), qui a gagne le Tour de Romandie pour la seconde année consécutive. Tout comme l'année dernière, il devance au classement général le Slovène Simon Špilak (Katusha) et le Portugais Rui Costa (Lampre-Merida), terminant troisième pour la seconde année consécutive.
Le Suisse Martin Kohler (BMC Racing) remporte le classement du meilleur sprinteur, son compatriote Johann Tschopp (IAM) celui du meilleur grimpeur, tandis que le Espagnol Jesús Herrada (Movistar) termine meilleur jeune de l'épreuve. La formation espagnole Moviestar gagne le classement de la meilleure équipe grâce notamment à la présence de trois de leur coureur dans les dix premiers du général.

## Présentation

### Équipes
L'organisateur a communiqué la présence d'une seule équipe invitée (IAM) le 10 février 2014. 19 équipes participent à ce Tour de Romandie - 18 ProTeams et 1 équipe continentale professionnelle :
| Nom de l'équipe         | Pays        | Code |
| ----------------------- | ----------- | ---- |
| AG2R La Mondiale        | France      | ALM  |
| Astana                  | Kazakhstan  | AST  |
| Belkin                  | Pays-Bas    | BEL  |
| BMC Racing              | États-Unis  | BMC  |
| Cannondale              | Italie      | CAN  |
| Europcar                | France      | EUC  |
| FDJ.fr                  | France      | FDJ  |
| Giant-Shimano           | Pays-Bas    | GIA  |
| Garmin-Sharp            | États-Unis  | GRS  |
| Katusha                 | Russie      | KAT  |
| Lampre-Merida           | Italie      | LAM  |
| Lotto-Belisol           | Belgique    | LTB  |
| Movistar                | Espagne     | MOV  |
| Omega Pharma-Quick Step | Belgique    | OPQ  |
| Orica-GreenEDGE         | Australie   | OGE  |
| Sky                     | Royaume-Uni | SKY  |
| Tinkoff-Saxo            | Russie      | TCS  |
| Trek Factory Racing     | États-Unis  | TFR  |

| Nom de l'équipe | Pays   | Code |
| --------------- | ------ | ---- |
| IAM             | Suisse | IAM  |

## Étapes
| Étape     | Date     | Villes étapes         |  | Distance (km) | Vainqueur d’étape  | Leader du classement général |
| --------- | -------- | --------------------- |  | ------------- | ------------------ | ---------------------------- |
| Prologue  | 29 avril | Ascona - Ascona       |  | 5,57          | Michał Kwiatkowski | Michał Kwiatkowski           |
| 1re étape | 30 avril | Brigerbad - Sion      |  | 200,1 88,6    | Michael Albasini   | Michał Kwiatkowski           |
| 2e étape  | 1er mai  | Sion - Montreux       |  | 166,5         | Michael Albasini   | Michael Albasini             |
| 3e étape  | 2 mai    | Le Bouveret - Aigle   |  | 180,2         | Simon Špilak       | Simon Špilak                 |
| 4e étape  | 3 mai    | Fribourg - Fribourg   |  | 174           | Michael Albasini   | Simon Špilak                 |
| 5e étape  | 4 mai    | Neuchâtel - Neuchâtel |  | 18,5          | Christopher Froome | Christopher Froome           |

## Déroulement de la course

### Prologue
|    | Coureur              | Équipe                  |    | Temps      |
| -- | -------------------- | ----------------------- | -- | ---------- |
| 1  | Michał Kwiatkowski   | Omega Pharma-Quick Step | en | 6 min 22 s |
| 2  | Rohan Dennis         | Garmin-Sharp            | +  | 4 s        |
| 3  | Marcel Kittel        | Giant-Shimano           |    | 4 s        |
| 4  | Giacomo Nizzolo      | Trek Factory Racing     |    | 4 s        |
| 5  | Tony Martin          | Omega Pharma-Quick Step |    | 5 s        |
| 6  | Brett Lancaster      | Orica-GreenEDGE         |    | 6 s        |
| 7  | Matthias Brändle     | IAM                     |    | 7 s        |
| 8  | Jesse Sergent        | Trek Factory Racing     |    | 8 s        |
| 9  | Ramūnas Navardauskas | Garmin-Sharp            |    | 9 s        |
| 10 | Martijn Keizer       | Belkin                  |    | 9 s        |

|    | Coureur              | Équipe                  |    | Temps      |
| -- | -------------------- | ----------------------- | -- | ---------- |
| 1  | Michał Kwiatkowski   | Omega Pharma-Quick Step | en | 6 min 22 s |
| 2  | Rohan Dennis         | Garmin-Sharp            | +  | 4 s        |
| 3  | Marcel Kittel        | Giant-Shimano           |    | 4 s        |
| 4  | Giacomo Nizzolo      | Trek Factory Racing     |    | 4 s        |
| 5  | Tony Martin          | Omega Pharma-Quick Step |    | 5 s        |
| 6  | Brett Lancaster      | Orica-GreenEDGE         |    | 6 s        |
| 7  | Matthias Brändle     | IAM                     |    | 7 s        |
| 8  | Jesse Sergent        | Trek Factory Racing     |    | 8 s        |
| 9  | Ramūnas Navardauskas | Garmin-Sharp            |    | 9 s        |
| 10 | Martijn Keizer       | Belkin                  |    | 9 s        |

### 1reétape
|    | Coureur              | Équipe          |    | Temps           |
| -- | -------------------- | --------------- | -- | --------------- |
| 1  | Michael Albasini     | Orica-GreenEDGE | en | 2 h 11 min 11 s |
| 2  | Jesús Herrada        | Movistar        | +  | m.t             |
| 3  | Ramūnas Navardauskas | Garmin-Sharp    |    | m.t             |
| 4  | Maxim Iglinskiy      | Astana          |    | m.t             |
| 5  | Andrew Talansky      | Garmin-Sharp    |    | m.t             |
| 6  | Matthias Brändle     | IAM             |    | m.t             |
| 7  | Rui Costa            | Lampre-Merida   |    | m.t             |
| 8  | Jonathan Hivert      | Belkin          |    | m.t             |
| 9  | Björn Thurau         | Europcar        |    | m.t             |
| 10 | Thomas Voeckler      | Europcar        |    | m.t             |

|    | Coureur              | Équipe                  |    | Temps           |
| -- | -------------------- | ----------------------- | -- | --------------- |
| 1  | Michał Kwiatkowski   | Omega Pharma-Quick Step | en | 2 h 17 min 33 s |
| 2  | Michael Albasini     | Orica-GreenEDGE         | +  | 5 s             |
| 3  | Ramūnas Navardauskas | Garmin-Sharp            |    | 5 s             |
| 4  | Jesús Herrada        | Movistar                |    | 6 s             |
| 5  | Matthias Brändle     | IAM                     |    | 7 s             |
| 6  | Rohan Dennis         | Garmin-Sharp            |    | 8 s             |
| 7  | Tony Martin          | Omega Pharma-Quick Step |    | 9 s             |
| 8  | Martijn Keizer       | Belkin                  |    | 13 s            |
| 9  | Alexandre Geniez     | FDJ.fr                  |    | 13 s            |
| 10 | Christopher Froome   | Sky                     |    | 14 s            |

### 2eétape
|    | Coureur              | Équipe                  |    | Temps           |
| -- | -------------------- | ----------------------- | -- | --------------- |
| 1  | Michael Albasini     | Orica-GreenEDGE         | en | 4 h 12 min 22 s |
| 2  | Tony Hurel           | Europcar                | +  | m.t             |
| 3  | Giacomo Nizzolo      | Trek Factory Racing     |    | m.t             |
| 4  | Alexey Tsatevitch    | Katusha                 |    | m.t             |
| 5  | Michał Kwiatkowski   | Omega Pharma-Quick Step |    | m.t             |
| 6  | Maxim Iglinskiy      | Astana                  |    | m.t             |
| 7  | Tosh Van der Sande   | Lotto-Belisol           |    | m.t             |
| 8  | Ramūnas Navardauskas | Garmin-Sharp            |    | m.t             |
| 9  | Danilo Wyss          | BMC Racing              |    | m.t             |
| 10 | Christopher Froome   | Sky                     |    | m.t             |

|    | Coureur              | Équipe                  |    | Temps           |
| -- | -------------------- | ----------------------- | -- | --------------- |
| 1  | Michael Albasini     | Orica-GreenEDGE         | en | 6 h 29 min 50 s |
| 2  | Michał Kwiatkowski   | Omega Pharma-Quick Step | +  | 5 s             |
| 3  | Ramūnas Navardauskas | Garmin-Sharp            |    | 10 s            |
| 4  | Jesús Herrada        | Movistar                |    | 11 s            |
| 5  | Matthias Brändle     | IAM                     |    | 12 s            |
| 6  | Rohan Dennis         | Garmin-Sharp            |    | 13 s            |
| 7  | Tony Martin          | Omega Pharma-Quick Step |    | 14 s            |
| 8  | Martijn Keizer       | Belkin                  |    | 18 s            |
| 9  | Christopher Froome   | Sky                     |    | 19 s            |
| 10 | Ion Izagirre         | Movistar                |    | 19 s            |

### 3eétape
|    | Coureur            | Équipe        |    | Temps           |
| -- | ------------------ | ------------- | -- | --------------- |
| 1  | Simon Špilak       | Katusha       | en | 5 h 09 min 23 s |
| 2  | Christopher Froome | Sky           | +  | 0 s             |
| 3  | Rui Costa          | Lampre-Merida |    | 57 s            |
| 4  | Jakob Fuglsang     | Astana        |    | 57 s            |
| 5  | Beñat Intxausti    | Movistar      |    | 57 s            |
| 6  | Mathias Frank      | IAM           |    | 57 s            |
| 7  | Vincenzo Nibali    | Astana        |    | 57 s            |
| 8  | Jesús Herrada      | Movistar      |    | 1 min 41 s      |
| 9  | Thibaut Pinot      | FDJ.fr        |    | 1 min 41 s      |
| 10 | Andrew Talansky    | Garmin-Sharp  |    | 1 min 41 s      |

|    | Coureur            | Équipe        |    | Temps            |
| -- | ------------------ | ------------- | -- | ---------------- |
| 1  | Simon Špilak       | Katusha       | en | 11 h 39 min 25 s |
| 2  | Christopher Froome | Sky           | +  | 1 s              |
| 3  | Rui Costa          | Lampre-Merida |    | 1 min 2 s        |
| 4  | Vincenzo Nibali    | Astana        |    | 1 min 6 s        |
| 5  | Mathias Frank      | IAM           |    | 1 min 10 s       |
| 6  | Beñat Intxausti    | Movistar      |    | 1 min 13 s       |
| 7  | Jakob Fuglsang     | Astana        |    | 1 min 14 s       |
| 8  | Jesús Herrada      | Movistar      |    | 1 min 40 s       |
| 9  | Ion Izagirre       | Movistar      |    | 1 min 48 s       |
| 10 | Andrew Talansky    | Garmin-Sharp  |    | 1 min 50 s       |

### 4eétape
|    | Coureur              | Équipe                  |    | Temps           |
| -- | -------------------- | ----------------------- | -- | --------------- |
| 1  | Michael Albasini     | Orica-GreenEDGE         | en | 4 h 14 min 21 s |
| 2  | Thomas Voeckler      | Europcar                | +  | 0 s             |
| 3  | Jan Bakelants        | Omega Pharma-Quick Step |    | 0 s             |
| 4  | Davide Appollonio    | AG2R La Mondiale        |    | 9 s             |
| 5  | Anthony Roux         | FDJ.fr                  |    | 9 s             |
| 6  | Oscar Gatto          | Cannondale              |    | 9 s             |
| 7  | Ramūnas Navardauskas | Garmin-Sharp            |    | 9 s             |
| 8  | Luka Mezgec          | Giant-Shimano           |    | 9 s             |
| 9  | Roberto Ferrari      | Lampre-Merida           |    | 9 s             |
| 10 | Tony Hurel           | Europcar                |    | 9 s             |

|    | Coureur            | Équipe        |    | Temps            |
| -- | ------------------ | ------------- | -- | ---------------- |
| 1  | Simon Špilak       | Katusha       | en | 15 h 53 min 55 s |
| 2  | Christopher Froome | Sky           | +  | 1 s              |
| 3  | Rui Costa          | Lampre-Merida |    | 1 min 2 s        |
| 4  | Vincenzo Nibali    | Astana        |    | 1 min 6 s        |
| 5  | Mathias Frank      | IAM           |    | 1 min 10 s       |
| 6  | Beñat Intxausti    | Movistar      |    | 1 min 13 s       |
| 7  | Jakob Fuglsang     | Astana        |    | 1 min 14 s       |
| 8  | Jesús Herrada      | Movistar      |    | 1 min 40 s       |
| 9  | Ion Izagirre       | Movistar      |    | 1 min 48 s       |
| 10 | Andrew Talansky    | Garmin-Sharp  |    | 1 min 50 s       |

### 5eétape
|    | Coureur            | Équipe                  |    | Temps       |
| -- | ------------------ | ----------------------- | -- | ----------- |
| 1  | Christopher Froome | Sky                     | en | 24 min 50 s |
| 2  | Tony Martin        | Omega Pharma-Quick Step | +  | 1 s         |
| 3  | Jesse Sergent      | Trek Factory Racing     |    | 8 s         |
| 4  | Rigoberto Urán     | Omega Pharma-Quick Step |    | 15 s        |
| 5  | Ion Izagirre       | Movistar                |    | 20 s        |
| 6  | Riccardo Zoidl     | Trek Factory Racing     |    | 29 s        |
| 7  | Simon Špilak       | Katusha                 |    | 29 s        |
| 8  | Rui Costa          | Lampre-Merida           |    | 31 s        |
| 9  | Thibaut Pinot      | FDJ.fr                  |    | 35 s        |
| 10 | Mathias Frank      | IAM                     |    | 35 s        |

|    | Coureur            | Équipe        |    | Temps            |
| -- | ------------------ | ------------- | -- | ---------------- |
| 1  | Christopher Froome | Sky           | en | 16 h 18 min 46 s |
| 2  | Simon Špilak       | Katusha       | +  | 28 s             |
| 3  | Rui Costa          | Lampre-Merida |    | 1 min 32 s       |
| 4  | Mathias Frank      | IAM           |    | 1 min 44 s       |
| 5  | Vincenzo Nibali    | Astana        |    | 1 min 48 s       |
| 6  | Beñat Intxausti    | Movistar      |    | 1 min 52 s       |
| 7  | Jakob Fuglsang     | Astana        |    | 1 min 56 s       |
| 8  | Ion Izagirre       | Movistar      |    | 2 min 7 s        |
| 9  | Jesús Herrada      | Movistar      |    | 2 min 15 s       |
| 10 | Thibaut Pinot      | FDJ.fr        |    | 2 min 31 s       |

## Classements finals

### Classement général
|    | Cycliste           | Pays        | Équipe        |    | Temps            |
| -- | ------------------ | ----------- | ------------- | -- | ---------------- |
| 1  | Christopher Froome | Royaume-Uni | Sky           | en | 16 h 18 min 46 s |
| 2  | Simon Špilak       | Slovénie    | Katusha       | +  | 28 s             |
| 3  | Rui Costa          | Portugal    | Lampre-Merida |    | 1 min 32 s       |
| 4  | Mathias Frank      | Suisse      | IAM           |    | 1 min 44 s       |
| 5  | Vincenzo Nibali    | Italie      | Astana        |    | 1 min 48 s       |
| 6  | Beñat Intxausti    | Espagne     | Movistar      |    | 1 min 52 s       |
| 7  | Jakob Fuglsang     | Danemark    | Astana        |    | 1 min 56 s       |
| 8  | Ion Izagirre       | Espagne     | Movistar      |    | 2 min 07 s       |
| 9  | Jesús Herrada      | Espagne     | Movistar      |    | 2 min 15 s       |
| 10 | Thibaut Pinot      | France      | FDJ.fr        |    | 2 min 31 s       |

### Classements annexes
|   | Cycliste          | Équipe           | Points |
| - | ----------------- | ---------------- | ------ |
| 1 | Martin Kohler     | BMC Racing       | 12     |
| 2 | Alexis Vuillermoz | AG2R La Mondiale | 10     |
| 3 | Vincenzo Nibali   | Astana           | 6      |

|   | Cycliste           | Équipe   | Points |
| - | ------------------ | -------- | ------ |
| 1 | Johann Tschopp     | IAM      | 30     |
| 2 | Cyril Gautier      | Europcar | 28     |
| 3 | Christopher Froome | Sky      | 12     |

|   | Cycliste       | Équipe       |    | Temps            |
| - | -------------- | ------------ | -- | ---------------- |
| 1 | Jesús Herrada  | Movistar     | en | 16 h 21 min 01 s |
| 2 | Thibaut Pinot  | FDJ.fr       | +  | 16 s             |
| 3 | Edward Beltrán | Tinkoff-Saxo |    | 10 min 50 s      |

|   | Équipe   | Pays       |    | Temps            |
| - | -------- | ---------- | -- | ---------------- |
| 1 | Movistar | Espagne    | en | 49 h 02 min 34 s |
| 2 | IAM      | Suisse     | +  | 2 min 48 s       |
| 3 | Astana   | Kazakhstan |    | 7 min 13 s       |

### UCI World Tour
Ce Tour de Romandie attribue des points pour l'UCI World Tour 2014, seulement aux coureurs des équipes ayant un label ProTeam.
| Position           | 1er | 2e | 3e | 4e | 5e | 6e | 7e | 8e | 9e | 10e |
| Classement général | 100 | 80 | 70 | 60 | 50 | 40 | 30 | 20 | 10 | 4   |
| Par étape          | 6   | 4  | 2  | 1  | 1  |    |    |    |    |     |

| #  | Coureur            | Équipe                  | Points |
| -- | ------------------ | ----------------------- | ------ |
| 1  | Christopher Froome | Sky                     | 110    |
| 2  | Simon Špilak       | Katusha                 | 86     |
| 3  | Rui Costa          | Movistar                | 72     |
| 4  | Vincenzo Nibali    | Astana                  | 50     |
| 5  | Beñat Intxausti    | Movistar                | 41     |
| 6  | Jakob Fuglsang     | Astana                  | 31     |
| 7  | Ion Izagirre       | Movistar                | 21     |
| 8  | Michael Albasini   | Orica-GreenEDGE         | 18     |
| 9  | Jesús Herrada      | Movistar                | 14     |
| 10 | Michal Kwiatkowski | Omega Pharma-Quick Step | 7      |

| Suite du classement (11-21) | Suite du classement (11-21) | Suite du classement (11-21) | Suite du classement (11-21) |
| --------------------------- | --------------------------- | --------------------------- | --------------------------- |
| #                           | Coureur                     | Équipe                      | Points                      |
| 11                          | Tony Martin                 | Omega Pharma-Quick Step     | 5                           |
| 12                          | Rohan Dennis                | Garmin-Sharp                | 4                           |
| 12                          | Tony Hurel                  | Europcar                    | 4                           |
| 12                          | Thibaut Pinot               | FDJ.fr                      | 4                           |
| 12                          | Thomas Voeckler             | Europcar                    | 4                           |
| 16                          | Giacomo Nizzolo             | Trek Factory Racing         | 3                           |
| 17                          | Jan Bakelants               | Omega Pharma-Quick Step     | 2                           |
| 17                          | Marcel Kittel               | Giant-Shimano               | 2                           |
| 17                          | Ramūnas Navardauskas        | Garmin-Sharp                | 2                           |
| 17                          | Jesse Sergent               | Trek Factory Racing         | 2                           |
| 21                          | Davide Appollonio           | AG2R La Mondiale            | 1                           |
| 21                          | Maxim Iglinskiy             | Astana                      | 1                           |
| 21                          | Anthony Roux                | FDJ.fr                      | 1                           |
| 21                          | Andrew Talansky             | Garmin-Sharp                | 1                           |
| 21                          | Alexey Tsatevitch           | Katusha                     | 1                           |
| 21                          | Rigoberto Urán              | Omega Pharma-Quick Step     | 1                           |

## Évolution des classements
| Étape              | Vainqueur          | Classement général | Classement des sprints | Classement de la montagne | Classement du meilleur jeune | Classement par équipes  | Prix de la combativité |
| ------------------ | ------------------ | ------------------ | ---------------------- | ------------------------- | ---------------------------- | ----------------------- | ---------------------- |
| P                  | Michał Kwiatkowski | Michał Kwiatkowski | Non décerné            | Non décerné               | Michał Kwiatkowski           | Omega Pharma-Quick Step | Non décerné            |
| 1                  | Michael Albasini   | Michał Kwiatkowski | Vincenzo Nibali        | Johann Tschopp            | Michał Kwiatkowski           | Omega Pharma-Quick Step | Vincenzo Nibali        |
| 2                  | Michael Albasini   | Michael Albasini   | Martin Kohler          | Johann Tschopp            | Michał Kwiatkowski           | Omega Pharma-Quick Step | Michael Albasini       |
| 3                  | Simon Špilak       | Simon Špilak       | Martin Kohler          | Johann Tschopp            | Jesús Herrada                | Movistar                | Cyril Gautier          |
| 4                  | Michael Albasini   | Simon Špilak       | Martin Kohler          | Johann Tschopp            | Jesús Herrada                | Movistar                | Non décerné            |
| 5                  | Christopher Froome | Christopher Froome | Martin Kohler          | Johann Tschopp            | Jesús Herrada                | Movistar                |                        |
| Classements finals | Classements finals | Christopher Froome | Martin Kohler          | Johann Tschopp            | Jesús Herrada                | Movistar                |                        |

## Liste des participants
- Liste des partants

| Légende | Légende | Légende | Légende |
| ------- | --- | ------- | --- |
| Num     | Dossard de départ porté par le coureur sur ce Tour de Romandie                                                                           | Pos     | Position finale au classement général                                                                               |
|         | Indique le vainqueur du classement général                                                                                               |         | Indique le vainqueur du classement de la montagne                                                                   |
|         | Indique le vainqueur du classement des sprints                                                                                           |         | Indique le vainqueur du classement du meilleur jeune                                                                |
| #       | Indique la meilleure équipe | NP      | Indique un coureur qui n'a pas pris le départ d'une étape, suivi du numéro de l'étape où il s'est retiré            |
| AB      | Indique un coureur qui n'a pas terminé une étape, suivi du numéro de l'étape où il s'est retiré                                          | HD      | Indique un coureur qui a terminé une étape hors des délais, suivi du numéro de l'étape où il est arrivé hors délais |
| DSQ     | Indique un coureur qui a été disqualifié à la suite d'une infraction au règlement, suivi d'une indication concernant sa disqualification | *       | Indique un coureur en lice pour le maillot blanc (coureurs nés après le 1er janvier 1989)                           |

| Sky SKY | Sky SKY                  | Sky SKY |
| ------- | ------------------------ | ------- |
| Num     | Coureur                  | Pos     |
| 1       | Christopher Froome (GBR) | 1er     |
| 2       | Nathan Earle (AUS)       | 121e    |
| 3       | David López García (ESP) | 44e     |
| 4       | Mikel Nieve (ESP)        | 52e     |
| 5       | Richie Porte (AUS)       | AB-4    |
| 6       | Luke Rowe (GBR)*         | 109e    |
| 7       | Christopher Sutton (AUS) | 122e    |
| 8       | Xabier Zandio (ESP)      | 81e     |

| Omega Pharma-Quick Step OPQ | Omega Pharma-Quick Step OPQ       | Omega Pharma-Quick Step OPQ |
| --------------------------- | --------------------------------- | --------------------------- |
| Num                         | Coureur                           | Pos                         |
| 11                          | Rigoberto Urán (COL)              | 14e                         |
| 12                          | Jan Bakelants (BEL)               | 20e                         |
| 13                          | Gianluca Brambilla (ITA)          | 45e                         |
| 14                          | Thomas De Gendt (BEL)             | AB-4                        |
| 15                          | Michał Kwiatkowski (POL)* (Route) | NP-4                        |
| 16                          | Tony Martin (GER) (Clm) (Clm)     | 83e                         |
| 17                          | Serge Pauwels (BEL)               | 74e                         |
| 18                          | Julien Vermote (BEL)              | AB-4                        |

| Movistar MOV # | Movistar MOV #                   | Movistar MOV # |
| -------------- | -------------------------------- | -------------- |
| Num            | Coureur                          | Pos            |
| 21             | Jonathan Castroviejo (ESP) (Clm) | 46e            |
| 22             | Jesús Herrada (ESP)*             | 9e             |
| 23             | Beñat Intxausti (ESP)            | 6e             |
| 24             | Ion Izagirre (ESP)               | 8e             |
| 25             | Pablo Lastras (ESP)              | AB-3           |
| 26             | Juan José Lobato (ESP)           | AB-3           |
| 27             | Sylwester Szmyd (POL)            | 71e            |
| 28             | Giovanni Visconti (ITA)          | 119e           |

| Katusha KAT | Katusha KAT               | Katusha KAT |
| ----------- | ------------------------- | ----------- |
| Num         | Coureur                   | Pos         |
| 31          | Simon Špilak (SLO)        | 2e          |
| 32          | Pavel Brutt (RUS)         | 77e         |
| 33          | Sergey Chernetskiy (RUS)* | 39e         |
| 34          | Mikhail Ignatiev (RUS)    | 117e        |
| 35          | Dmitry Kozontchuk (RUS)   | 64e         |
| 36          | Egor Silin (RUS)          | 22e         |
| 37          | Yury Trofimov (RUS)       | 23e         |
| 38          | Alexey Tsatevitch (RUS)   | 85e         |

| AG2R La Mondiale ALM | AG2R La Mondiale ALM         | AG2R La Mondiale ALM |
| -------------------- | ---------------------------- | -------------------- |
| Num                  | Coureur                      | Pos                  |
| 41                   | Jean-Christophe Péraud (FRA) | 32e                  |
| 42                   | Davide Appollonio (ITA)      | 95e                  |
| 43                   | Guillaume Bonnafond (FRA)    | AB-3                 |
| 44                   | Maxime Bouet (FRA)           | 30e                  |
| 45                   | Mikaël Cherel (FRA)          | 35e                  |
| 46                   | Axel Domont (FRA)*           | 101e                 |
| 47                   | Damien Gaudin (FRA)          | 113e                 |
| 48                   | Alexis Vuillermoz (FRA)      | 37e                  |

| BMC Racing BMC | BMC Racing BMC           | BMC Racing BMC |
| -------------- | ------------------------ | -------------- |
| Num            | Coureur                  | Pos            |
| 51             | Tejay van Garderen (USA) | AB-3           |
| 52             | Darwin Atapuma (COL)     | 18e            |
| 53             | Silvan Dillier (SUI)*    | 47e            |
| 54             | Martin Kohler (SUI)      | 100e           |
| 55             | Dominik Nerz (GER)       | 36e            |
| 56             | Peter Velits (SVK)       | NP-5           |
| 57             | Lawrence Warbasse (USA)* | 104e           |
| 58             | Danilo Wyss (SUI)        | 73e            |

| Tinkoff-Saxo TCS | Tinkoff-Saxo TCS              | Tinkoff-Saxo TCS |
| ---------------- | ----------------------------- | ---------------- |
| Num              | Coureur                       | Pos              |
| 61               | Nicolas Roche (IRL)           | 19e              |
| 62               | Edward Beltrán (COL)*         | 29e              |
| 63               | Christopher Juul Jensen (DEN) | 75e              |
| 64               | Rafał Majka (POL)             | 13e              |
| 65               | Jay McCarthy (AUS)*           | 72e              |
| 66               | Evgueni Petrov (RUS)          | 60e              |
| 67               | Paweł Poljański (POL)*        | 54e              |
| 68               | Oliver Zaugg (SUI)            | 69e              |

| Trek Factory Racing TFR | Trek Factory Racing TFR      | Trek Factory Racing TFR |
| ----------------------- | ---------------------------- | ----------------------- |
| Num                     | Coureur                      | Pos                     |
| 71                      | Riccardo Zoidl (ITA) (Route) | 12e                     |
| 72                      | Eugenio Alafaci (ITA)        | 112e                    |
| 73                      | Danilo Hondo (GER)           | 99e                     |
| 74                      | Giacomo Nizzolo (ITA)        | NP-5                    |
| 75                      | Jesse Sergent (NZL)          | 88e                     |
| 76                      | Danny van Poppel (NED)*      | 107e                    |
| 77                      | Jens Voigt (GER)             | 106e                    |
| 78                      | Calvin Watson (AUS)*         | 111e                    |

| Orica-GreenEDGE OGE | Orica-GreenEDGE OGE    | Orica-GreenEDGE OGE |
| ------------------- | ---------------------- | ------------------- |
| Num                 | Coureur                | Pos                 |
| 81                  | Michael Albasini (SUI) | 79e                 |
| 82                  | Sam Bewley (NZL)       | NP-P                |
| 83                  | Michael Hepburn (AUS)* | 114e                |
| 84                  | Brett Lancaster (AUS)  | NP-5                |
| 85                  | Christian Meier (CAN)  | 93e                 |
| 86                  | Cameron Meyer (AUS)    | 40e                 |
| 87                  | Nino Schurter (SUI)    | 42e                 |
| 88                  | Svein Tuft (CAN)       | 108e                |

| Belkin BEL | Belkin BEL                 | Belkin BEL |
| ---------- | -------------------------- | ---------- |
| Num        | Coureur                    | Pos        |
| 91         | Laurens ten Dam (NED)      | 24e        |
| 92         | Jack Bobridge (AUS)        | 78e        |
| 93         | Stef Clement (NED)         | 28e        |
| 94         | Jonathan Hivert (FRA)      | 66e        |
| 95         | Moreno Hofland (NED)*      | NP-4       |
| 96         | Martijn Keizer (NED)       | NP-5       |
| 97         | Paul Martens (GER)         | 68e        |
| 98         | Lars Petter Nordhaug (NOR) | AB-2       |

| Garmin-Sharp GRS | Garmin-Sharp GRS           | Garmin-Sharp GRS |
| ---------------- | -------------------------- | ---------------- |
| Num              | Coureur                    | Pos              |
| 101              | Andrew Talansky (USA)      | 11e              |
| 102              | André Cardoso (POR)        | 17e              |
| 103              | Thomas Danielson (USA)     | 61e              |
| 104              | Rohan Dennis (AUS)*        | 43e              |
| 105              | Caleb Fairly (USA)         | 57e              |
| 106              | Koldo Fernández (ESP)      | 63e              |
| 107              | Lachlan Morton (AUS)*      | AB-4             |
| 108              | Ramūnas Navardauskas (LTU) | 48e              |

| Giant-Shimano GIA | Giant-Shimano GIA        | Giant-Shimano GIA |
| ----------------- | ------------------------ | ----------------- |
| Num               | Coureur                  | Pos               |
| 111               | Marcel Kittel (GER)      | AB-4              |
| 112               | Thierry Hupond (FRA)     | 90e               |
| 113               | Tobias Ludvigsson (SWE)* | 62e               |
| 114               | Luka Mezgec (SLO)        | 87e               |
| 115               | Georg Preidler (AUT)*    | 34e               |
| 116               | Tom Stamsnijder (NED)    | 116e              |
| 117               | Albert Timmer (NED)      | 97e               |
| 118               | Tom Veelers (NED)        | 120e              |

| Lampre-Merida LAM | Lampre-Merida LAM     | Lampre-Merida LAM |
| ----------------- | --------------------- | ----------------- |
| Num               | Coureur               | Pos               |
| 121               | Rui Costa (POR)       | 3e                |
| 122               | Winner Anacona (COL)  | 49e               |
| 123               | Elia Favilli (ITA)    | 80e               |
| 124               | Roberto Ferrari (ITA) | NP-5              |
| 125               | Manuele Mori (ITA)    | NP-5              |
| 126               | Nélson Oliveira (POR) | 76e               |
| 127               | Rafael Valls (ESP)    | 38e               |
| 128               | Xu Gang (CHN)         | 110e              |

| Cannondale CAN | Cannondale CAN             | Cannondale CAN |
| -------------- | -------------------------- | -------------- |
| Num            | Coureur                    | Pos            |
| 131            | Ivan Basso (ITA)           | 41e            |
| 132            | Damiano Caruso (ITA)       | 84e            |
| 133            | Oscar Gatto (ITA)          | 92e            |
| 134            | Paolo Longo Borghini (ITA) | 65e            |
| 135            | Jean-Marc Marino (FRA)     | 89e            |
| 136            | Matej Mohorič (SLO)*       | NP-2           |
| 137            | Moreno Moser (ITA)*        | 55e            |
| 138            | Cayetano Sarmiento (COL)   | 105e           |

| FDJ.fr FDJ | FDJ.fr FDJ                      | FDJ.fr FDJ |
| ---------- | ------------------------------- | ---------- |
| Num        | Coureur                         | Pos        |
| 141        | Thibaut Pinot (FRA)*            | 10e        |
| 142        | Kenny Elissonde (FRA)*          | 58e        |
| 143        | Alexandre Geniez (FRA)          | 31e        |
| 144        | Pierre-Henri Lecuisinier (FRA)* | 118e       |
| 145        | Francis Mourey (FRA)            | 56e        |
| 146        | Cédric Pineau (FRA)             | 98e        |
| 147        | Anthony Roux (FRA)              | 70e        |
| 148        | Jérémy Roy (FRA)                | 50e        |

| Lotto-Belisol LTB | Lotto-Belisol LTB         | Lotto-Belisol LTB |
| ----------------- | ------------------------- | ----------------- |
| Num               | Coureur                   | Pos               |
| 151               | Maxime Monfort (BEL)      | 27e               |
| 152               | Sander Armée (BEL)        | 26e               |
| 153               | Sean De Bie (BEL)*        | 96e               |
| 154               | Bart De Clercq (BEL)      | NP-2              |
| 155               | Kenny Dehaes (BEL)        | AB-4              |
| 156               | Boris Vallée (BEL)*       | 115e              |
| 157               | Tosh Van der Sande (BEL)* | 86e               |
| 158               | Dennis Vanendert (BEL)    | 103e              |

| Astana AST | Astana AST               | Astana AST |
| ---------- | ------------------------ | ---------- |
| Num        | Coureur                  | Pos        |
| 161        | Vincenzo Nibali (ITA)    | 5e         |
| 162        | Janez Brajkovič (SLO)    | AB-1       |
| 163        | Jakob Fuglsang (DEN)     | 7e         |
| 164        | Andriy Grivko (UKR)      | 51e        |
| 165        | Maxim Iglinskiy (KAZ)    | 67e        |
| 166        | Tanel Kangert (EST)      | 33e        |
| 167        | Fredrik Kessiakoff (SWE) | 94e        |
| 168        | Lieuwe Westra (NED)      | NP-3       |

| Europcar EUC | Europcar EUC             | Europcar EUC |
| ------------ | ------------------------ | ------------ |
| Num          | Coureur                  | Pos          |
| 171          | Thomas Voeckler (FRA)    | 21e          |
| 172          | Cyril Gautier (FRA)      | 59e          |
| 173          | Romain Guillemois (FRA)* | 91e          |
| 174          | Tony Hurel (FRA)         | NP-5         |
| 175          | Christophe Kern (FRA)    | AB-4         |
| 176          | Davide Malacarne (ITA)   | AB-4         |
| 177          | Maxime Méderel (FRA)     | AB-4         |
| 178          | Björn Thurau (GER)       | NP-5         |

| IAM | IAM                         | IAM  |
| --- | --------------------------- | ---- |
| Num | Coureur                     | Pos  |
| 181 | Mathias Frank (SUI)         | 4e   |
| 182 | Matthias Brändle (AUT)      | NP-3 |
| 183 | Jonathan Fumeaux (SUI)      | 53e  |
| 184 | Reto Hollenstein (SUI)      | 82e  |
| 185 | Pirmin Lang (SUI)           | 102e |
| 186 | Sébastien Reichenbach (SUI) | 15e  |
| 187 | Johann Tschopp (SUI)        | 25e  |
| 188 | Marcel Wyss (SUI)           | 16e  |